# Картерес
Картерес (грч. Καρτερές) је насељено место у општини Лагадина у периферији Средишња Македонија, Грчка. Према попису из 2021. године било је 156 становника.
Према бугарском географу и историчару, Василу Канчову, у Картересу је 1900. године живело 900 Турака. Године 1924, турско становништво је принудно исељено у Турску а на њихово место су насељене грчке избегличке породице из Турске, а касније и Каракачани. На попису из 1928. године Картерес је имао 273 становника. Село се раније звало Караџакој.